# Ganggrab von Hagan

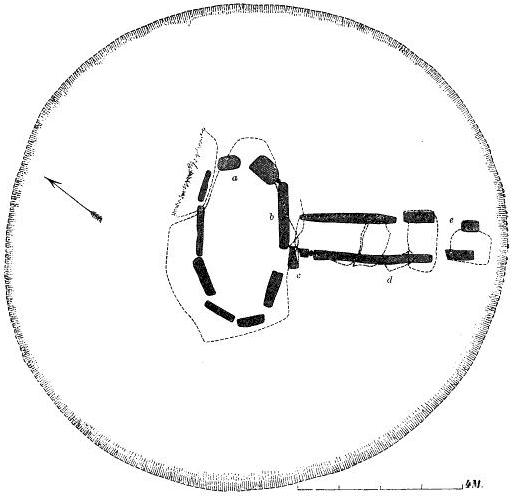
Hagan Gånggrift oder Gånggrift vid Töntorp

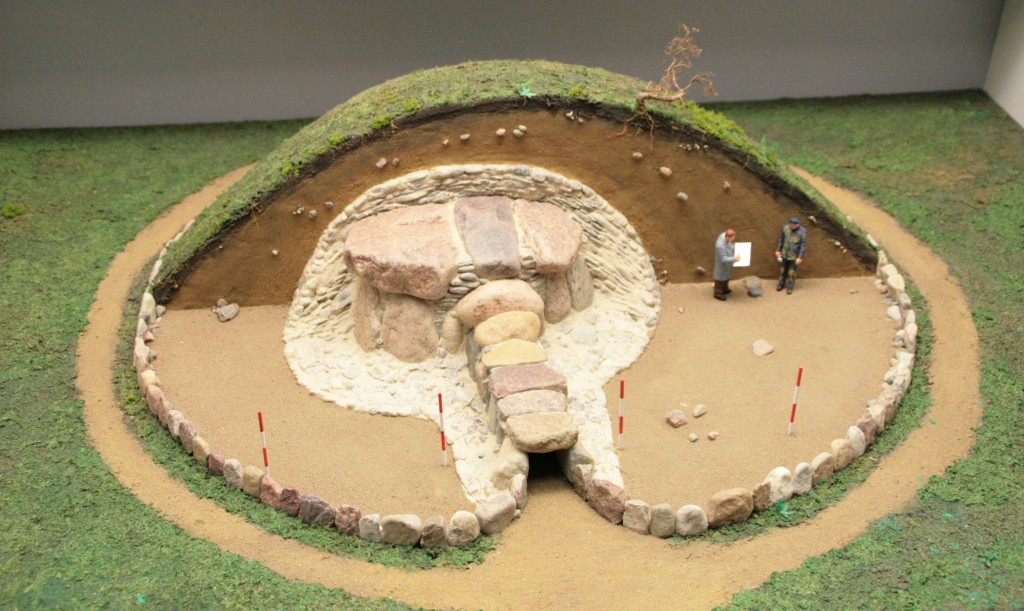
Ganggrabmodell

Das Ganggrab von Hagan (schwedisch Hagan Gånggrift – auch Brastad 91:1 oder Gånggrift vid Töntorp genannt), stammt aus der Jungsteinzeit etwa 3500–2800 v. Chr. und ist eine Megalithanlagen der Trichterbecherkultur (TBK). Es liegt nordwestlich des Weilers Sandwick (auch Hagen), und von Brastad nahe dem Ende des Brofjorden im Nordosten der Lysekils kommun im Bohuslän in Schweden.
Das stark bewachsene, unausgegrabene Ganggrab besteht aus dem einzig sichtbaren etwa 3,0 × 1,75 m messenden Deckstein, der auf einigen aus dem gut erhaltenen Hügel kaum herausragenden Orthostaten liegt. Die Megalithanlage wird zwar als Ganggrab geführt, aber der einzige, wenn auch enorm große Deckstein macht diese Einschätzung unsicher.
In der Nähe liegen/stehen die Megalithanlagen von Rixö und der Vinbräckasten.